# Paquiro

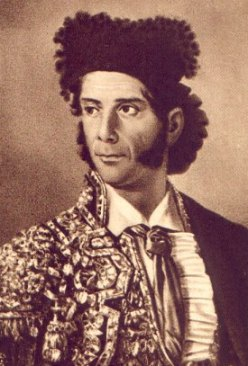
Paquiro

Francisco Montes, bijnaam: Paquiro (Chiclana de la Frontera, 13 januari 1805 - aldaar, 4 april 1851) was een Spaanse torero.

## Biografie
Paquiro begon als leerling van Pedro Romero in de stierenvechtersschool van Sevilla, waar hij zich ontpopte als een jong talent. Op 18 april 1831 vocht hij zijn eerste gevecht in Madrid. Vanaf 1840 had hij een sportieve rivaliteit met zijn tijdgenoot Cúchares. Paquiro werd beschouwd als een groot stierenvechter, maar hij werd nooit een expert met het zwaard, hoewel zijn dolkstoten als vernieuwend gezien werden. Gedurende enkele jaren was hij de best betaalde torero en elk jaar vocht hij meer en meer gevechten.
Hij verfijnde het spel door zijn houding, rijk versierde pakken en gewaagde optredens en beschreef zijn manier in het boek Tauromauia completa. Ook introduceerde hij de muts die hedendaagse stierenvechters dragen en als eerbetoon aan Francisco Montes een montera genoemd wordt.
Door zijn gedurfde stijl en optredens en het feit dat hij van een drankje hield, werd hij steeds vaker geraakt door de stieren en  kondigde hij al in 1847 zijn afscheid aan, hoewel hij nog tot 1850 doorvocht. Inmiddels had hij een wijnhandeltje opgezet, maar omdat die niet goed liep, moest hij zijn financiële situatie redden door nog gevechten te houden. Hij haalde hierbij nooit meer het aantal van 24 gedode stieren in twee dagen, op 13 en 14 oktober 1832 in Zaragoza. Op 21 juli 1850 werd Paquiro getroffen door de stier Rumbón en hij overleed op 4 april 1851 na een lang en pijnlijk ziekbed ten gevolge hiervan.